# Stazione di Trento
La stazione di Trento è la principale stazione ferroviaria del capoluogo di provincia di Trento che si trova sulla linea del Brennero. Da questa stazione si dirama la ferrovia della Valsugana che collega Trento con Venezia.

## Storia
La stazione fu aperta il 23 marzo 1859 dal governo austro-ungarico Davanti ad essa, nella zona liberata dalla rettifica del fiume Adige, fu realizzata una piazza che prese appunto il nome "Piazza della stazione", poi rinominata in Piazza Dante. In origine il fabbricato viaggiatori era diverso da quello attuale ricostruito tra il 1932 e il 1936, infatti nel 1932 si ebbe l'idea di rinnovare la stazione secondo uno stile maggiormente italiano. La nuova stazione di Trento, progettata da Angiolo Mazzoni, venne inaugurata nel 1936 anche grazie a moderne tecniche costruttive dell'epoca, come il cemento armato.
Durante la seconda guerra mondiale l'edificio venne bombardato ripetutamente provocando severi danni strutturali. Dal 1946 al 1949 fu restaurata. Nel 1950 il suo interno venne arricchito con dei mosaici che riproducono lavori e mestieri, ad opera di Cesarina Seppi.

## Strutture e impianti
L'impianto è gestito da Rete Ferroviaria Italiana (RFI); nelle sue immediate adiacenze è presente la stazione capolinea della ferrovia Trento-Malé-Mezzana.
Il complesso è dotato di 5 binari passanti a servizio viaggiatori e 2 binari tronchi denominati rispettivamente tronco Sud (a servizio di alcune corse dirette verso Borgo Valsugana Est e Bassano del Grappa) e tronco Nord (a servizio di alcune corse dirette a Bolzano). I rimanenti binari sono utilizzati a scopo di sosta di treni merci e di ricovero.
Al 2025 l'intera stazione è oggetto di un pesante restyling in vista delle Olimpiadi invernali 2026 interessante la facciata, l'atrio principale e il sottopassaggio. Il fabbricato viaggiatori risulta infatti privo al momento di sala d'attesa (sono presenti soltanto poche sedute sulle banchine dei binari) e di biglietteria con personale; quest'ultima è stata posizionata temporaneamente in una struttura provvisoria (che ospita anche la biglietteria di Trentino Trasporti) realizzata in Piazza Dante di fronte alla stazione. 
Nella stazione di Trento è presente una rimessa locomotive e una piattaforma girevole.
Lo scalo merci una volta si trovava poco più a nord della stazione. Nel 2002 è stato spostato andando a costruire l'interporto presso la stazione di Roncafort, a qualche chilometro dalla stazione in direzione Bolzano.
Per i rivestimenti del fabbricato viaggiatori vennero utilizzati porfido violaceo di Predazzo (incorniciatura finestre, copertura terminale e gradini sottopasso), verdello rosato dei Solteri (rivestimenti interni dell'atrio), giallo bracciato di val di Gresta (parapetti sottopasso), giallo di Mori (seggi e fontanina), granito rosa di val di Fiemme, bianco di Pila (fabbricati a destra e stele Negrelli) proveniente da Villamontagna, granito grigio dalla cima d'Asta, porfido di Pinè e porfido rosso di Albiano (rispettivamente lastre e conci per la pavimentazione). Tale composizione policroma risponde molto bene allo stile futurista di Mazzoni che in questo modo pensava di integrare l'arte al design dei materiali, idea in parte visibile ancora al palazzo delle Poste, anch'esso di propria fattura.

## Movimento
L'impianto è servito da collegamenti a lunga percorrenza nazionali e internazionali svolti da ÖBB, Trenitalia, Trenord e NTV, nonché da treni regionali operati da Trenitalia e Trentino Trasporti nell'ambito del contratto di servizio stipulato con la Provincia autonoma di Trento.

## Servizi

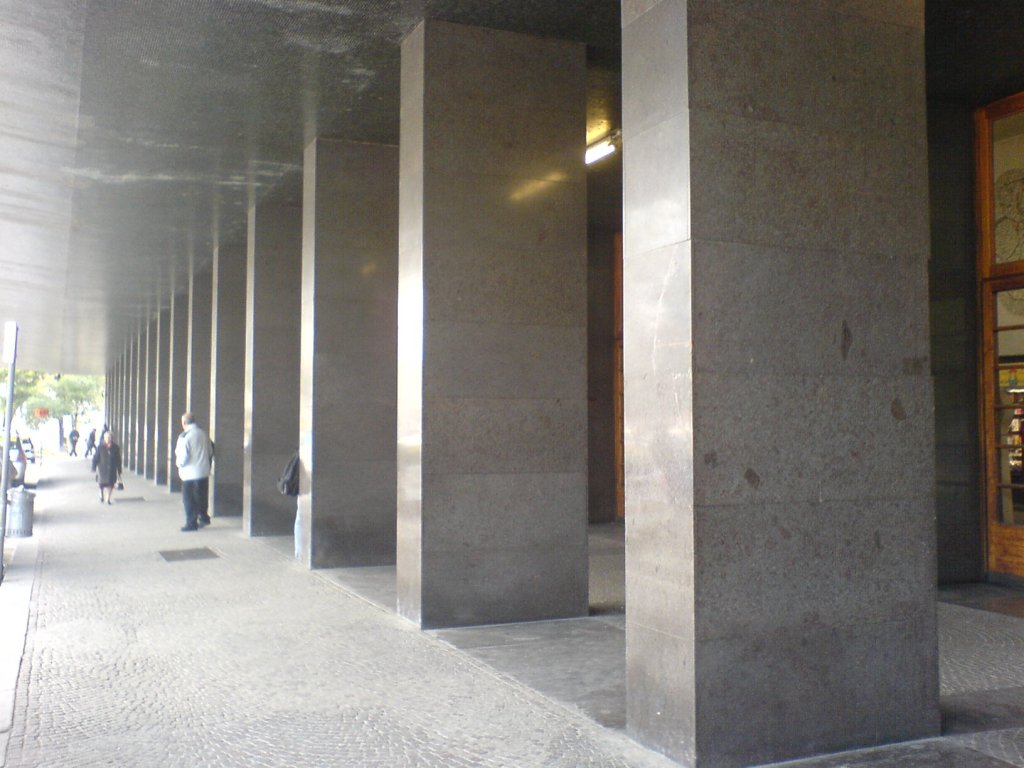
Colonnato esterno

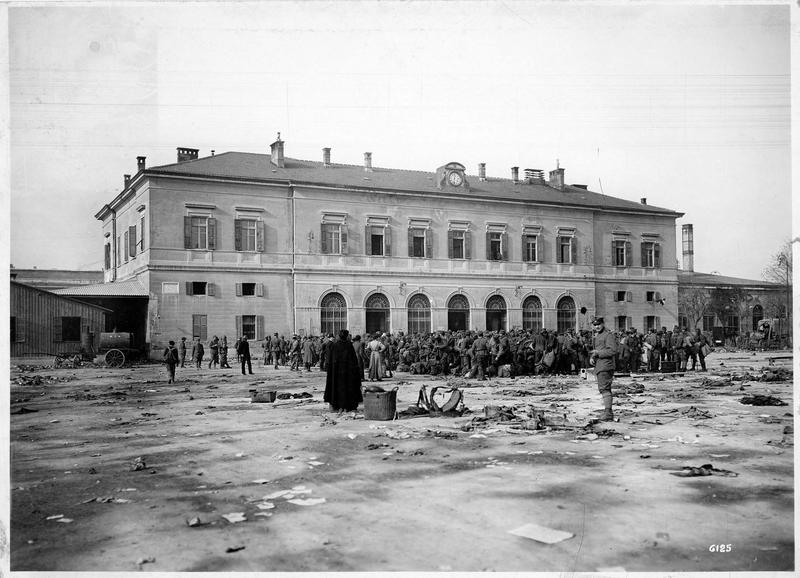
Il fabbricato viaggiatori nel 1918

La stazione dispone di:
- Biglietteria a sportello
- Biglietteria automatica
- Sala d'attesa
- Posto di Polizia ferroviaria
- Bar
- Servizi igienici